# Rolf Heyer
Rolf Heyer (* 5. November 1957; † 11. Oktober 2003) war ein deutscher Badmintonspieler.

## Karriere
Rolf Heyer gewann nach mehreren Juniorenmeisterschaften 1978 mit den Hungarian International und den Polish International seine ersten Titel bei den Erwachsenen. 1981 wurde er bei den deutschen Einzelmeisterschaften Dritter im Mixed, ein Jahr später Dritter im Doppel. 1983 gewann er Silber im Mixed und Bronze im Doppel und 1984 wurde er deutsche Mannschaftsmeister mit dem OSC 04 Rheinhausen. 1985 erkämpfte er noch einmal Bronze im Doppel und mit dem Team.

## Sportliche Erfolge
| Saison    | Veranstaltung                        | Disziplin    | Platz | Name |
| --------- | ------------------------------------ | ------------ | ----- | --- |
| 1971/1972 | Westdeutsche Einzelmeisterschaft U14 | Mixed        | 1     | Rolf Heyer / Sprengel (OSC 04 Rheinhausen) |
| 1971/1972 | Westdeutsche Einzelmeisterschaft U14 | Herreneinzel | 1     | Rolf Heyer (OSC 04 Rheinhausen) |
| 1974/1975 | Westdeutsche Einzelmeisterschaft U18 | Herrendoppel | 1     | Johann Claassen / Rolf Heyer (Badminton Club Kleve / OSC 04 Rheinhausen)                                                                                            |
| 1975/1976 | Westdeutsche Einzelmeisterschaft U18 | Herreneinzel | 1     | Rolf Heyer (OSC 04 Rheinhausen) |
| 1975/1976 | Westdeutsche Einzelmeisterschaft U18 | Mixed        | 1     | Rolf Heyer / Elke Schrick (OSC 04 Rheinhausen / 1. BC Leverkusen)                                                                                                   |
| 1975/1976 | Deutsche Einzelmeisterschaft U18     | Herreneinzel | 1     | Rolf Heyer (TB Rheinhausen) |
| 1976/1977 | Westdeutsche Einzelmeisterschaft U22 | Herreneinzel | 1     | Rolf Heyer (OSC 04 Rheinhausen) |
| 1977/1978 | Westdeutsche Einzelmeisterschaft U22 | Mixed        | 1     | Rolf Heyer / Bärbel Murach (OSC 04 Rheinhausen / TV Blomberg) |
| 1977/1978 | Westdeutsche Einzelmeisterschaft U22 | Herreneinzel | 1     | Rolf Heyer (OSC 04 Rheinhausen) |
| 1977/1978 | Deutsche Einzelmeisterschaft U22     | Mixed        | 1     | Rolf Heyer / Heidi Krickhaus (TB Rheinhausen / Ohligser TV) |
| 1977/1978 | Deutsche Einzelmeisterschaft U22     | Herreneinzel | 2     | Rolf Heyer (TG Rheinhausen) |
| 1977/1978 | Deutsche Einzelmeisterschaft U22     | Herrendoppel | 1     | Rolf Heyer / Georg Simon (TB Rheinhausen / TuS Wiebelskirchen) |
| 1977/1978 | Westdeutsche Einzelmeisterschaft U22 | Herrendoppel | 1     | Rolf Heyer / Ulf Rosenbaum (OSC 04 Rheinhausen / BC SW Köln) |
| 1978      | Hungarian International              | Herrendoppel | 1     | Rolf Heyer / Olaf Rosenow |
| 1978      | Hungarian International              | Herreneinzel | 1     | Rolf Heyer |
| 1978      | Polish International                 | Herrendoppel | 1     | Georg Simon / Rolf Heyer |
| 1978/1979 | Westdeutsche Einzelmeisterschaft U22 | Herrendoppel | 1     | Rolf Heyer / Hans-Georg Fischedick (OSC 04 Rheinhausen / Bottroper BG)                                                                                              |
| 1978/1979 | Westdeutsche Einzelmeisterschaft U22 | Herreneinzel | 1     | Rolf Heyer (OSC 04 Rheinhausen) |
| 1978/1979 | Westdeutsche Einzelmeisterschaft U22 | Mixed        | 1     | Rolf Heyer / Bärbel Murach-Heyer (OSC 04 Rheinhausen / TV Blomberg)                                                                                                 |
| 1978/1979 | Deutsche Einzelmeisterschaft U22     | Mixed        | 2     | Rolf Heyer (OSC 04 Rheinhausen) / Bärbel Murach (TV Blomberg) |
| 1979/1980 | Deutsche Einzelmeisterschaft U22     | Herreneinzel | 1     | Rolf Heyer (TB Rheinhausen) |
| 1979/1980 | Deutsche Einzelmeisterschaft U22     | Herrendoppel | 2     | Rolf Heyer (TB Rheinhausen) / Thomas Künstler (TV Mainz-Zahlbach)                                                                                                   |
| 1979/1980 | Westdeutsche Einzelmeisterschaft U22 | Herrendoppel | 1     | Rolf Heyer / Ulf Rosenbaum (OSC 04 Rheinhausen / BC SW Köln) |
| 1979/1980 | Westdeutsche Einzelmeisterschaft U22 | Herreneinzel | 1     | Rolf Heyer (OSC 04 Rheinhausen) |
| 1979/1980 | Westdeutsche Einzelmeisterschaft U22 | Mixed        | 1     | Rolf Heyer / Elke Schrick (OSC 04 Rheinhausen / 1. BC Leverkusen)                                                                                                   |
| 1980/1981 | Deutsche Einzelmeisterschaft         | Mixed        | 3     | Rolf Heyer / Karin aus dem Siepen (OSC 04 Rheinhausen) |
| 1981/1982 | Deutsche Einzelmeisterschaft         | Herrendoppel | 3     | Rolf Heyer / Hans-Joachim Schulz (OSC 04 Rheinhausen) |
| 1981/1982 | Deutsche Einzelmeisterschaft         | Mixed        | 3     | Rolf Heyer / Kirsten Schmieder (OSC 04 Rheinhausen) |
| 1982/1983 | Deutsche Einzelmeisterschaft         | Herrendoppel | 3     | Hans-Joachim Schulz / Rolf Heyer (OSC 04 Rheinhausen) |
| 1982/1983 | Deutsche Einzelmeisterschaft         | Mixed        | 2     | Rolf Heyer / Kirsten Schmieder (OSC 04 Rheinhausen) |
| 1982/1983 | Westdeutsche Einzelmeisterschaft     | Mixed        | 1     | Rolf Heyer / Kirsten Schmieder (OSC 04 Rheinhausen) |
| 1983/1984 | Deutsche Mannschaftsmeisterschaft    | Mannschaft   | 1     | OSC 04 Rheinhausen (Wiyatno, Hans-Joachim Schulz, Matthias Heger, Rolf Heyer, Michael Ferlings, Kirsten Schmieder, Petra Dieris-Wierichs)                           |
| 1984/1985 | Deutsche Mannschaftsmeisterschaft    | Mannschaft   | 3     | OSC 04 Rheinhausen (Klaus Kamperdicks, Hans-Joachim Schulz, Matthias Heger, Rolf Heyer, Michael Ferlings, Kirsten Schmieder, Petra Dieris-Wierichs, Karin Schäfers) |
| 1984/1985 | Deutsche Einzelmeisterschaft         | Herrendoppel | 3     | Hans-Joachim Schulz / Rolf Heyer (OSC 04 Rheinhausen) |
| 1990/1991 | Deutsche Einzelmeisterschaft O32     | Herrendoppel | 2     | Rolf Heyer / Peter Hermans (TB Rheinhausen) |
| 1991/1992 | Deutsche Einzelmeisterschaft O32     | Herrendoppel | 1     | Rolf Heyer / Peter Hermanns (TB Rheinhausen) |
| 1992/1993 | Deutsche Einzelmeisterschaft O32     | Herrendoppel | 1     | Rolf Heyer / Peter Hermanns (TB Rheinhausen) |
| 1998/1999 | Deutsche Einzelmeisterschaft O40     | Herrendoppel | 1     | Rolf Heyer / Peter Hermanns (Verberger Turnverein / TB Rheinhausen)                                                                                                 |

## Belege
- Martin Knupp: Deutscher Badminton Almanach, Eigenverlag/Deutscher Badminton-Verband (2003), 230 Seiten
- http://www.blv-nrw.de/berichte/2003/br11/nachruf_heyer.htm

| Personendaten    | Personendaten              |
| ---------------- | -------------------------- |
| NAME             | Heyer, Rolf                |
| KURZBESCHREIBUNG | deutscher Badmintonspieler |
| GEBURTSDATUM     | 5. November 1957           |
| STERBEDATUM      | 11. Oktober 2003           |